# Partido judicial de Sepúlveda
El Partido de Sepúlveda es uno de los cuatro partidos judiciales que integran la provincia de Segovia. La cabeza de este partido administrativo es la villa y municipio de Sepúlveda. En 2024 engloba a 17 309  habitantes y está integrado por 84 municipios, con una representación de 2 diputados.

## Municipios
| Código INE | Municipio                           | Población (2024) |
| ---------- | ----------------------------------- | ---------------- |
| 40005      | Alconada de Maderuelo               | 26               |
| 40006      | Aldealcorvo                         | 18               |
| 40008      | Aldealengua de Santa María          | 59               |
| 40009      | Aldeanueva de la Serrezuela         | 42               |
| 40013      | Aldeasoña                           | 67               |
| 40014      | Aldehorno                           | 59               |
| 40016      | Aldeonte                            | 55               |
| 40019      | Arahuetes                           | 31               |
| 40021      | Arevalillo de Cega                  | 18               |
| 40024      | Ayllón                              | 1105             |
| 40025      | Barbolla                            | 150              |
| 40029      | Bercimuel                           | 36               |
| 40032      | Boceguillas                         | 721              |
| 40034      | Caballar                            | 75               |
| 40036      | Cabezuela                           | 656              |
| 40037      | Calabazas de Fuentidueña            | 25               |
| 40039      | Campo de San Pedro                  | 259              |
| 40040      | Cantalejo                           | 3558             |
| 40161      | Carabias                            | 54               |
| 40044      | Carrascal del Río                   | 136              |
| 40046      | Castillejo de Mesleón               | 110              |
| 40047      | Castro de Fuentidueña               | 48               |
| 40048      | Castrojimeno                        | 31               |
| 40049      | Castroserna de Abajo                | 32               |
| 40051      | Castroserracín                      | 24               |
| 40052      | Cedillo de la Torre                 | 81               |
| 40053      | Cerezo de Abajo                     | 145              |
| 40054      | Cerezo de Arriba                    | 134              |
| 40055      | Cilleruelo de San Mamés             | 35               |
| 40056      | Cobos de Fuentidueña                | 28               |
| 40060      | Condado de Castilnovo               | 79               |
| 40061      | Corral de Ayllón                    | 77               |
| 40062      | Cubillo                             | 73               |
| 40905      | Cuevas de Provanco                  | 132              |
| 40070      | Duruelo                             | 171              |
| 40071      | Encinas                             | 40               |
| 40079      | Fresno de Cantespino                | 288              |
| 40080      | Fresno de la Fuente                 | 77               |
| 40088      | Fuenterrebollo                      | 339              |
| 40091      | Fuentesoto                          | 100              |
| 40092      | Fuentidueña                         | 133              |
| 40097      | Grajera                             | 256              |
| 40099      | Honrubia de la Cuesta               | 49               |
| 40125      | La Matilla                          | 71               |
| 40108      | Laguna de Contreras                 | 115              |
| 40109      | Languilla                           | 84               |
| 40115      | Maderuelo                           | 101              |
| 40130      | Montejo de la Vega de la Serrezuela | 124              |
| 40132      | Moral de Hornuez                    | 40               |
| 40136      | Muñoveros                           | 145              |
| 40140      | Navalilla                           | 97               |
| 40142      | Navares de Ayuso                    | 53               |
| 40143      | Navares de Enmedio                  | 92               |
| 40144      | Navares de las Cuevas               | 25               |
| 40150      | Orejana                             | 62               |
| 40154      | Pajarejos                           | 24               |
| 40163      | Puebla de Pedraza                   | 51               |
| 40165      | Rebollo                             | 74               |
| 40168      | Riaguas de San Bartolomé            | 27               |
| 40170      | Riaza                               | 2144             |
| 40171      | Ribota                              | 43               |
| 40172      | Riofrío de Riaza                    | 27               |
| 40174      | Sacramenia                          | 330              |
| 40183      | San Miguel de Bernuy                | 134              |
| 40184      | San Pedro de Gaíllos                | 311              |
| 40186      | Santa Marta del Cerro               | 49               |
| 40191      | Santo Tomé del Puerto               | 234              |
| 40192      | Sauquillo de Cabezas                | 137              |
| 40193      | Sebúlcor                            | 241              |
| 40195      | Sepúlveda                           | 988              |
| 40196      | Sequera de Fresno                   | 47               |
| 40198      | Sotillo                             | 30               |
| 40202      | Torreadrada                         | 50               |
| 40208      | Turégano                            | 1017             |
| 40210      | Urueñas                             | 98               |
| 40212      | Valdevacas de Montejo               | 29               |
| 40213      | Valdevacas y Guijar                 | 80               |
| 40218      | Valle de Tabladillo                 | 74               |
| 40220      | Valleruela de Pedraza               | 65               |
| 40221      | Valleruela de Sepúlveda             | 52               |
| 40215      | Valtiendas                          | 77               |
| 40222      | Veganzones                          | 197              |
| 40224      | Ventosilla y Tejadilla              | 17               |
| 40229      | Villaverde de Montejo               | 21               |